# 長生農業協同組合
長生農業協同組合（ちょうせいのうぎょうきょうどうくみあい）は、千葉県茂原市に本所を置く農業協同組合。

## 概要
- 茂原市、長生郡長生村・一宮町・長柄町・長南町・睦沢町・白子町（長生地域・長生郡市）を営業区域とする。

## 店舗
- 本所 （茂原市高師1153）
- 茂原支所 （茂原市高師1153）
- 東郷支所 （茂原市小轡112）
- 本納支所 （茂原市本納1747）
- 高根支所 （長生郡長生村本郷2548）
- 一宮支所 （長生郡一宮町一宮2749）
- 日吉支所 （長生郡長柄町長富78-6）
- 長南支所 （長生郡長南町長南1290）
- 睦沢支所 （長生郡睦沢町上市場914）
- 白子支所 （長生郡白子町関867）
- JA長生農産物直売所 （長生郡一宮町新地57）
- JA長柄農産物直売所 （長生郡長柄町立鳥851-1）
- JA長南東農産物直売所 （長生郡長南町給田206-1）
- JAホールやすらぎ
- 福祉センター
- 長南整備工場
- 睦沢整備工場
- 長柄給油所
- 一宮給油所
- 本納給油所
- 白子給油所（ジャスポート白子〈セルフ〉）
- 睦沢給油所（ジャスポート睦沢〈セルフ〉）